# David Sandström
Per David Sandström, född 2 januari 1975 i Teg, Umeå, är en svensk musiker, låtskrivare och sångare. Han är mest känd som trummis i det Umeåbaserade hardcorebandet Refused, samt vokalist i numera upplösta Final Exit.

## Biografi
Efter uppbrottet från Refused 1998 släppte Sandström två album, ett under eget namn och ett tillsammans med kollektivet TEXT. Han medverkade också på Umeåbandet The Facers andra studioalbum, Final Exit (2000) . Därefter arbetade han en lång tid med Om det inte händer nåt innan imorgon så kommer jag, som var något av ett konceptalbum kring omständigheterna till hans morfars självmord 1968.
David Sandström var sedan kapellmästare i humorgruppen Klungans tidigaste föreställningar, vintern 2003–2004, och senare även i föreställningen Stämning.
Dokumentärfilmen Tillflykt som visades av SVT i oktober 2007 handlar bland annat om tillkomsten av skivan, och inspirationskällorna Västerbottens-författaren Sara Lidman och fotografen Sune Jonsson.
Sandström har producerat och mixat många artisters inspelningar, bland andra The Lost Patrol Band, The Vectors och DS-13.
År 2007 blev Sandström tilldelad priset Guldäpplet av Umeå Folkets hus. Priset består av 30 000 kronor och delas årligen ut till en konstnär som är bosatt eller har anknytning till Västerbotten. ”Ung i sin konst” är kriteriet. År 2010 fick han också ett av Västerbottens läns landstings kulturstipendium på 50 000 kronor.
Han har också gjort ett samarbete med houseduon Addeboy vs Cliff samt Erika Moeld, låten "Beep My Beep" som premiärspelades 18 mars 2009 i SVT:s nya program Popcirkus.  
År 2008 startade Sandström tillsammans med Dennis Lyxzén, Jens Nordén och Karl Backman hardcorebandet AC4 där han spelade elbas till och med 2011. I maj 2012 meddelade Lyxzén att Sandström fått sparken.
David Sandström fick problem med handlederna under tiden som trummis i Refused och har därför bytt till stränginstrument. 2012 deltog han ändå som trummis i Refuseds tillfälliga återförening.
Han har på senare år bott i Uppsala , Stockholm  och Los Angeles.
Under 2011 gjorde Sandström inspelningar och ett fåtal framträdande under pseudonymen A heavy feather. I maj 2013 uppträdde han tillsammans med dansgruppen Nomo Daco med föreställningen Embrace på MADE-festivalen.
År 2023 utgavs spänningsromanen En bondes död, skriven av Sandström tillsammans med hustrun och läkaren Negar Naseh. Handlingen utspelar sig i Västerbotten där huvudrollen innehas av en egensinnig medelålders kvinna, utredare Marita Widmark. Den anges skildra glesbygdens hemligheter och mänskliga skönhet.

## David Sandström Overdrive
David Sandström hade under åren 2005–2009 ett band som kompade honom, under namnet David Sandström Overdrive. 
- Oskar Sandlund: trummor
- Frida Selander: gitarr, sång- och munspel
- Lars Eriksson: bas

## Diskografi som soloartist
- 1998 – The Faint Sounds of Shovelled Earth
- 2001 – Om det inte händer nåt innan imorgon så kommer jag
- 2004 – The Dominant Need of the Needy Soul Is to Be Needed
- 2005 – Go Down! (med David Sandström Overdrive)
- 2008 – Pigs Lose (med David Sandström Overdrive)

Många av Sandströms skivor är släppta på eget skivbolag, ägt av hans föräldrar, Mofab – kort för "Morsan och farsan AB".